# Rui Cao
Rui Cao (* 11. Juni 1986 in Paris) ist ein professioneller französisch-chinesischer Pokerspieler.

## Persönliches
Cao kam als Kind mit seiner Familie von China nach Paris. Er machte einen Abschluss in Finanzwissenschaften und lebt in London.

## Pokerkarriere
Cao lernte Mitte der 1990er-Jahre das Spiel von Freunden und baute sich innerhalb von drei Jahren eine Bankroll auf. Er spielt auf der Onlinepoker-Plattform PokerStars unter dem Nickname PepperoniF und nutzte bei Full Tilt Poker seinen echten Namen. Der Franzose gilt als Cash-Game-Experte, nimmt seit 2008 aber auch an renommierten Live-Turnieren teil. Dabei spielt er zumindest seit 2014 fast ausschließlich High-Roller-Events, d. h. Turniere mit Buy-ins von umgerechnet mindestens 25.000 US-Dollar.
Cao war Anfang Juli 2008 erstmals bei der World Series of Poker (WSOP) im Rio All-Suite Hotel and Casino am Las Vegas Strip erfolgreich und erreichte im Main Event die Geldränge. Bei der WSOP 2009 platzierte er sich bei zwei Turnieren der Variante No Limit Hold’em im Geld. Anfang Mai 2014 belegte der Franzose beim High-Roller-Event der European Poker Tour in Monte-Carlo den 13. Platz und erhielt rund 85.000 Euro. Mitte Mai 2018 erreichte er bei der Triton Poker Series im montenegrinischen Budva zwei Finaltische, was ihm Preisgelder von umgerechnet knapp 2,5 Millionen US-Dollar einbrachte. Ende Juli 2018 wurde er bei einem Turnier der Triton Series in Jeju-do, das in Short Deck Ante-Only gespielt wurde, Zweiter und sicherte sich umgerechnet mehr als 670.000 US-Dollar. Im Mai 2019 gewann Cao das Main Event der Triton Series in Budva und erhielt sein bisher höchstes Preisgeld von umgerechnet mehr als 3,3 Millionen US-Dollar. Beim gleichen Turnier wurde er im August 2019 in London Fünfter und erhielt umgerechnet knapp eine Million US-Dollar. Im Mai 2022 gewann der Franzose bei der Triton Series in Madrid ein Turnier mit einer Siegprämie von rund 500.000 Euro.
Insgesamt hat sich Cao mit Poker bei Live-Turnieren mehr als 9 Millionen US-Dollar erspielt.